# Kurt Girk
Kurt Girk (auch Kurtl Girk, richtiger Name Kurt Schwecherl,* 22. Mai 1932 in Wien; † 8. Februar 2019) war ein österreichischer Volksmusiksänger von Wienerliedern. Er wird der „Frank Sinatra von Ottakring“ genannt.

## Leben
Kurt Girk wuchs im Wiener Gemeindebezirk Ottakring auf. Dort verbrachte er auch sein gesamtes Leben. Schon als Kind zog er mit Straßensängern durch Wien, obwohl dies während des Austrofaschismus verboten war. Nach der Schulzeit erlernte er das Schneiderhandwerk. Die Inhaberin einer Tanzschule neben der Werkstatt sprach ihn an, dort zu tanzen, da er ihr durch seine elegante Kleidung aufgefallen war. In der Tanzschule, damals die einzige mit Live-Kapelle, war er einige Zeit ein gefragter Tänzer. Nach der Lehre machte er sich selbstständig als „Eisentandler“, eine veraltete Bezeichnung für den Handel mit gebrauchten Metallwaren vergleichbar einem Schrotthändler, sowie als Obst- und Gemüsehändler.
1950 begegnete er dem Schlachthofarbeiter und Sänger Heini Griuc (1932–2004). Danach erwachte seine Leidenschaft für das Wienerlied und er begann Werke anderer Interpreten von Schellackplatten zu lernen. Er lernte die Sängerin Maly Nagl (1893–1977) und den Komponisten Fritz Wolferl (1899–1974) kennen, deren Lieder er vortrug, oft in gemeinsamen Auftritten mit Heini Griuc. Seinen ersten offiziellen Auftritt hatte er 1953.
Seitdem trat er regelmäßig in und um Wien auf, hauptsächlich in Heurigen. Angebote aus USA und Japan in den 1950er Jahren schlug er nach eigenen Angaben aus, weil er außerhalb von Wien schnell Heimweh bekomme. Das Handelsgewerbe gab er auf und betrieb als „singender Wirt“ ein Gasthaus. Unterbrochen wurde seine künstlerische Tätigkeit durch eine sechsjährige Haftstrafe aufgrund der – von ihm bestrittenen – Beteiligung an einem Postraub Ende der 1960er Jahre.
Mit Trude Mally nahm er 1994 eine CD auf. Später wurde Rudi Koschelu sein hauptsächlicher Partner. Mit ihm und Tommy Hojsa bildet er das Kurt Girk Trio. Als sein Lieblingskomponist wird Franz Paul Fiebrich genannt.
2011 gab es eine Fotoausstellung von Stephan Mussil über ihn im Theater am Spittelberg Wien.
Kurt Girk wurde ein Lungenflügel entfernt. Trotzdem sang und rauchte er weiter. Im Alter von 83 Jahren sagte er 2013, dass die Musik sein Lebenselixier sei und er keinerlei Altersbeschwerden verspüre. Das Leben könne immer so weiter gehen.
Von April 2017 bis Oktober 2018 erfolgten die Dreharbeiten zum Film Aufzeichnungen aus der Unterwelt, der am 10. September 2021 ins Kino kam. Darin erzählen Girk und der mit ihm befreundete Alois Schmutzer, vulgo König der Unterwelt, der wegen desselben Postraubs ebenfalls in Haft war – beide bestreiten die Tat – an Orten in Wien über ihr Leben in den 1960er-Jahren. Girk trug auch mit Musik zum Film bei.

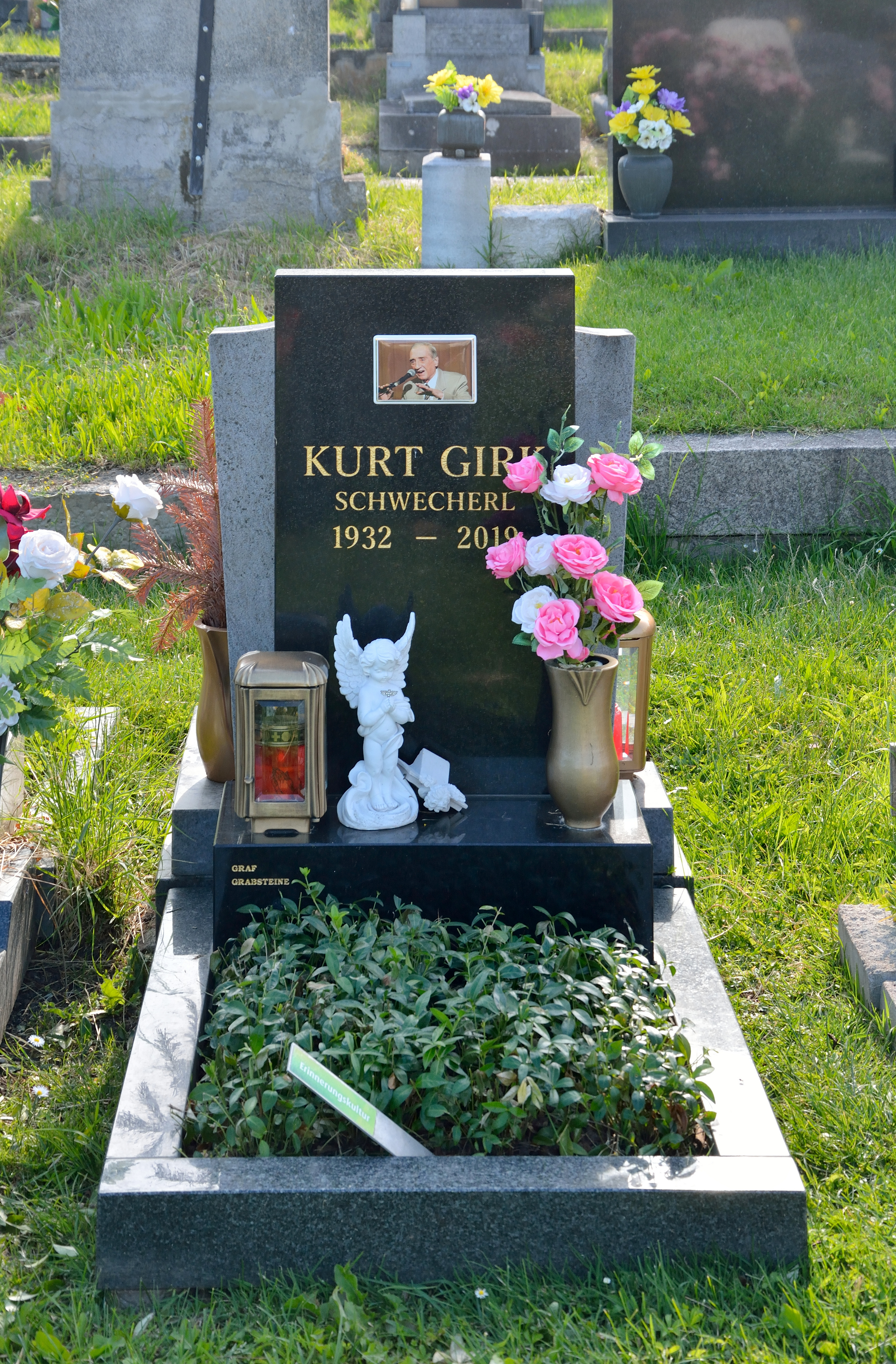
Bild des Grabs am Ottakringer Friedhof

Kurt Girk starb am 8. Februar 2019 und wurde am Ottakringer Friedhof bestattet.

## Künstlerische Einordnung
Vom Wiener Volksliedwerk wird Kurt Girk als Künstler bezeichnet, der „durch seine Bühnenpräsenz, gepaart mit augenzwinkerndem Vorstadtcharme und unnachahmlicher Eleganz“  als „Frank Sinatra von Ottakring“ in die Geschichte eingehen wird.
Michael Huber beschied ihm 2013 im Kurier eine Ausstrahlung, mit der er schon Eleganz in den Raum bringe, bevor er anfange zu singen. Sein Legendenstatus unter Freunden des Wienerlieds beruhe dabei nicht an dem Festhalten an Tradition, sondern „Gutteil der Faszination des Sängers geht davon aus, dass er durch volle Identifikation mit seiner Musik und seinem Milieu eine unglaublich vielfältige Welt eröffnet. Diese Aufrichtigkeit begeistert auch solche, die mit dem Wienerlied nicht so viel anzufangen wissen – in einer anderen Zeit, an einem anderen Ort wäre Girk vielleicht Rapper oder Soul-Sänger geworden.“ Wenn Girk singt, würde man ihm sein Alter von damals 83 Jahren nicht anmerken. Er sei so präsent, dass er auch 15 oder 50 Jahre alt sein könne.
Bei einem Konzert zur Vorstellung seiner ORF-CD im September 2007 im Radiokulturhaus wurde er einer der letzten „Natursänger“ genannt. Seine ganze Liebe gelte dem Gesang, und nicht zu Unrecht trage er den Titel „Frank Sinatra von Ottakring“ und sei als solcher schon zu Lebzeiten eine Legende. Seine Stimme habe „trotz jahrzehntelanger Strapazen zugunsten der Heurigenunterhaltung heute noch viele Farben: von rauh über kernig bis süßlich“. Sie sei, ebenso wie seine Gestik und Mimik, einzigartig.
Sein Gesangspartner Rudi Koschelu würdigt sein riesiges Repertoire an Liedern, die er mit großem Enthusiasmus singe. Schwieriger seien Mikrofonaufnahmen mit ihm, da er dieses in seiner Gesangseuphorie oft vergesse und frei durch den Raum laufe, besonders wenn er zwischendurch als echter Heurigensänger „ein Glaserl“ getrunken habe. Er bescheinigt ihm eine „unnachahmliche Art mit viel Herz und Emotion“.

## Ehrungen
2012 erhielt er den Goldenen Rathausmann der Stadt Wien für seine Verdienste für das Wienerlied.

## Diskografie
- 1994: Pfüat Di Gott Du Alte Zeit mit Heini Griuc, Willy Lehner und Trude Mally
- 2008: Klingt Kurt (ORF)
- 2011: Küssen! Singen! Trinken! (fischrecords) als Kurt Girk Trio